# 陈沂 (少将)
陈沂（1912年1月22日—2002年7月26日），本名余万能，笔名陈毅、陈沂，男，贵州遵义人，中国人民解放军将领、中国人民解放军开国少将。

## 生平
1931年12月加入中国共产党。1937年11月，在山西晋城参加八路军。
曾任中国人民解放军总政治部文化部部长。1955年，授予中国人民解放军少将。1957年，被打为右派。